# PRIDE Shockwave 2005
PRIDE Shockwave 2005 fue un evento de artes marciales mixtas producido por PRIDE Fighting Championships, celebrado el 31 de diciembre de 2005 en el Saitama Super Arena de Saitama.

## Resultados
1. ↑  Por el Campeonato Mundial de Peso Medio del PRIDE FC.
2. ↑  Por el Campeonato Mundial de Peso Ligero del PRIDE FC.
3. ↑  Por el Campeonato Mundial de Peso Wélter del PRIDE FC.